# Лебедиха (приток Корзы)
Лебедиха — река в России, протекает по Плесецкому району Архангельской области.
Исток — болото Верхотинное. Течёт на юг восточнее Нётомы. Устье реки находится в 13 км по правому берегу реки Корза. Длина реки составляет 12 км, площадь водосборного бассейна — 42 км².
Протекает по заболоченной местности вдали от населённых пунктов.

## Данные водного реестра
По данным государственного водного реестра России относится к Балтийскому бассейновому округу, водохозяйственный участок реки — Водла, речной подбассейн реки — Свирь (включая реки бассейна Онежского озера). Относится к речному бассейну реки Нева (включая бассейны рек Онежского и Ладожского озера).
Код объекта в государственном водном реестре — 01040100412102000016555.